# Santuario di Hachiman

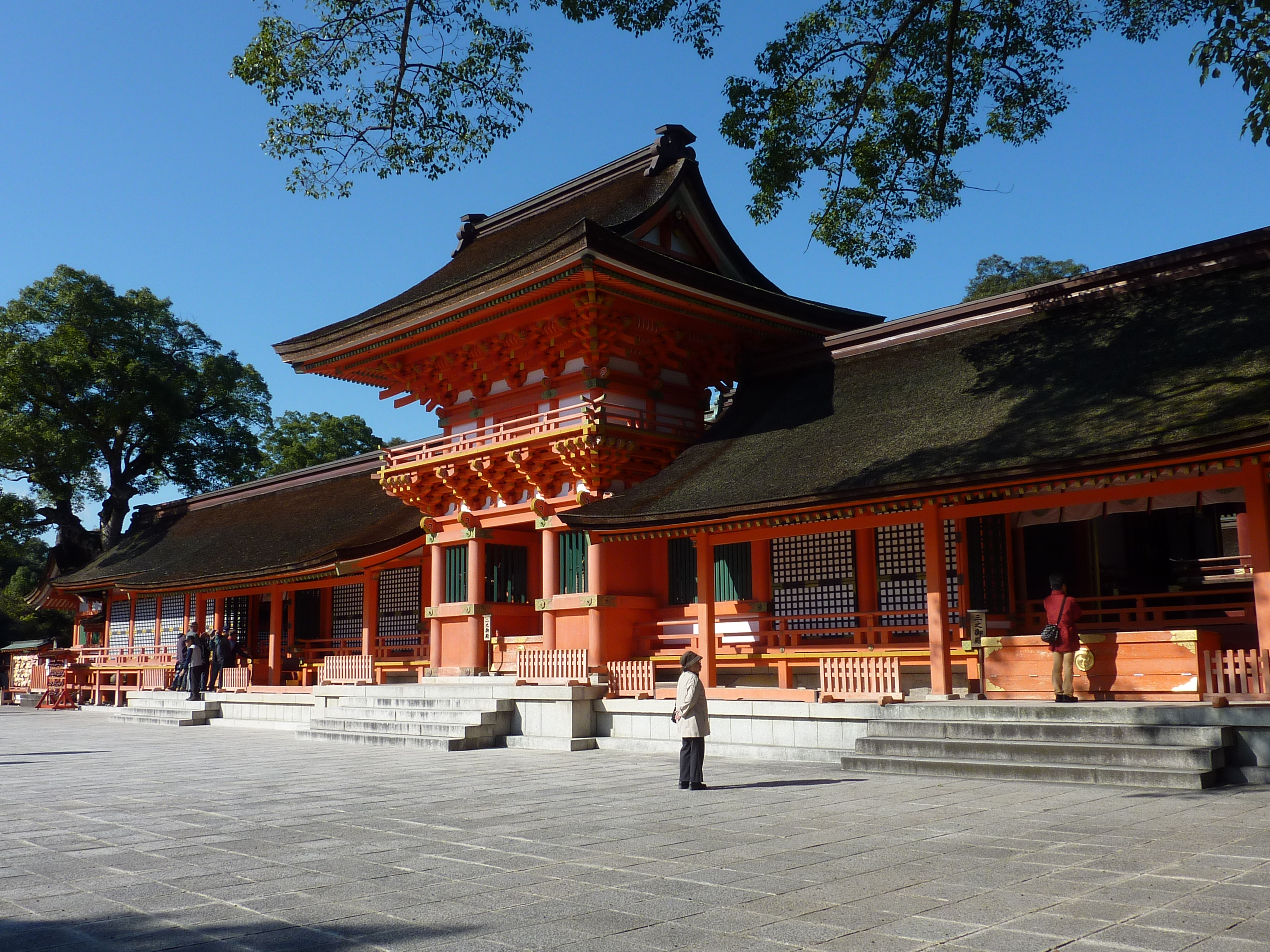
Usa Jingū (città di Usa, prefettura di Ōita)

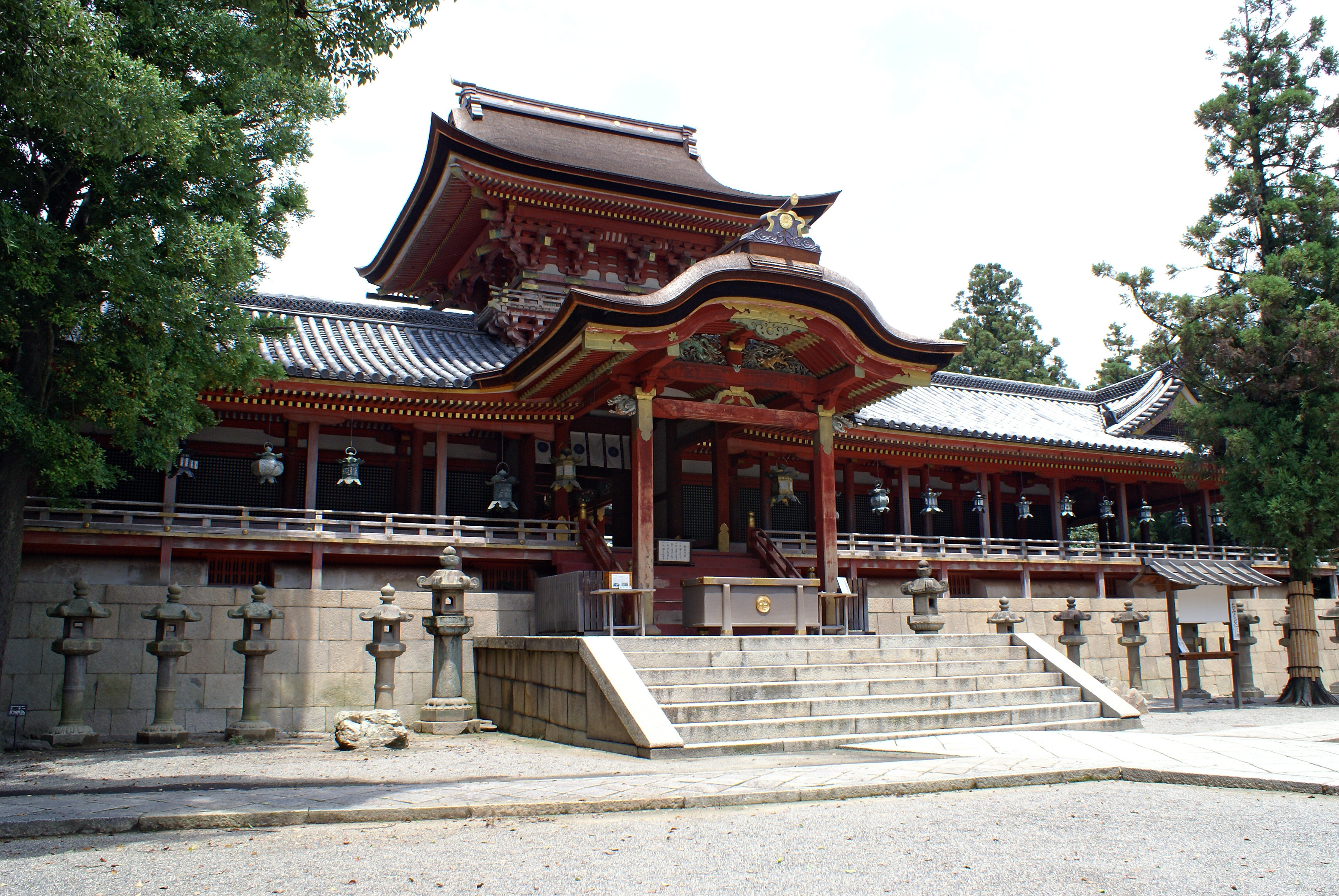
Iwashimizu Hachimangū（Città di Yawata, prefettura di Kyoto)

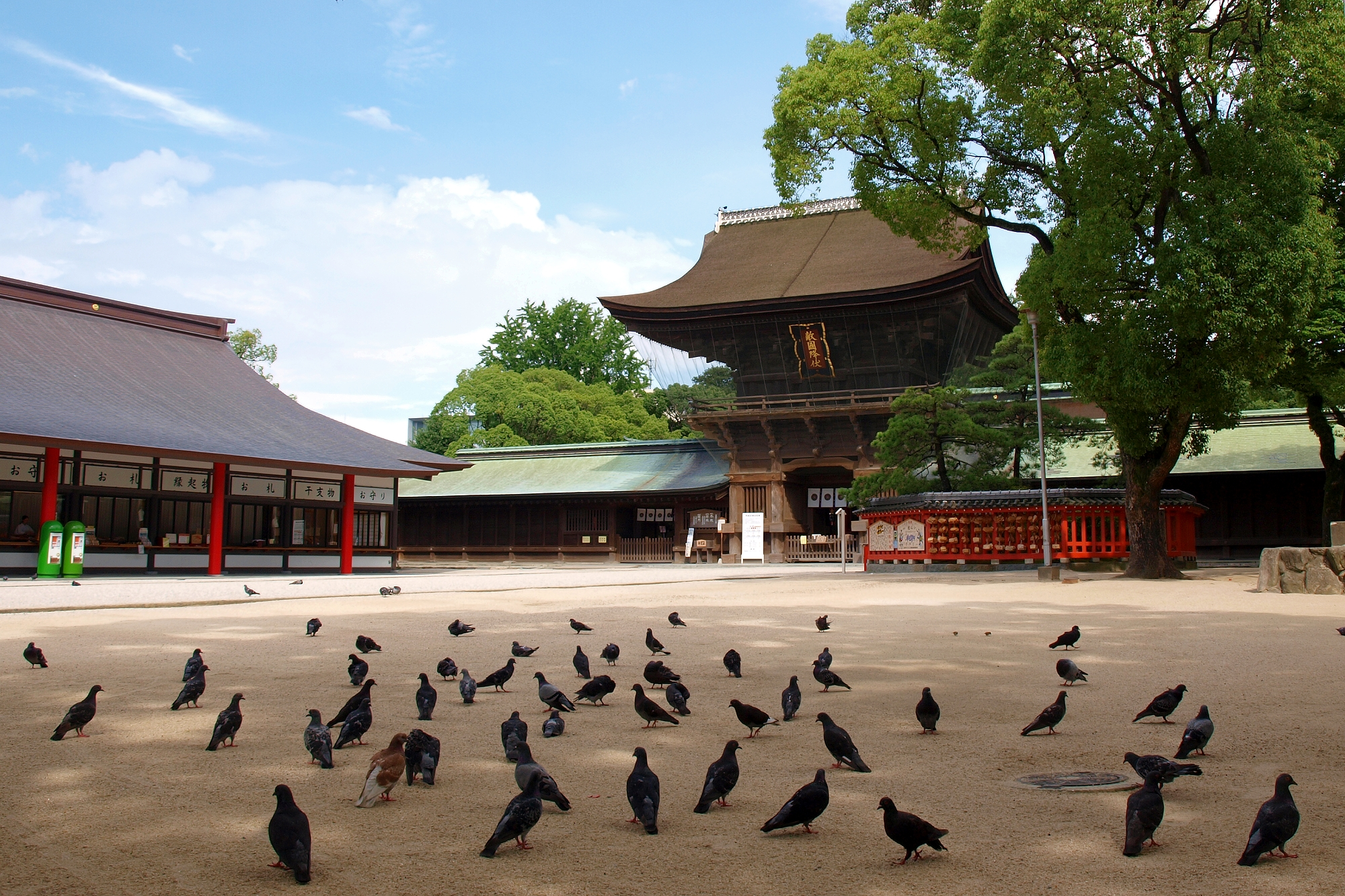
Santuario Hakozaki (città di Fukuoka, prefettura di Fukuoka)

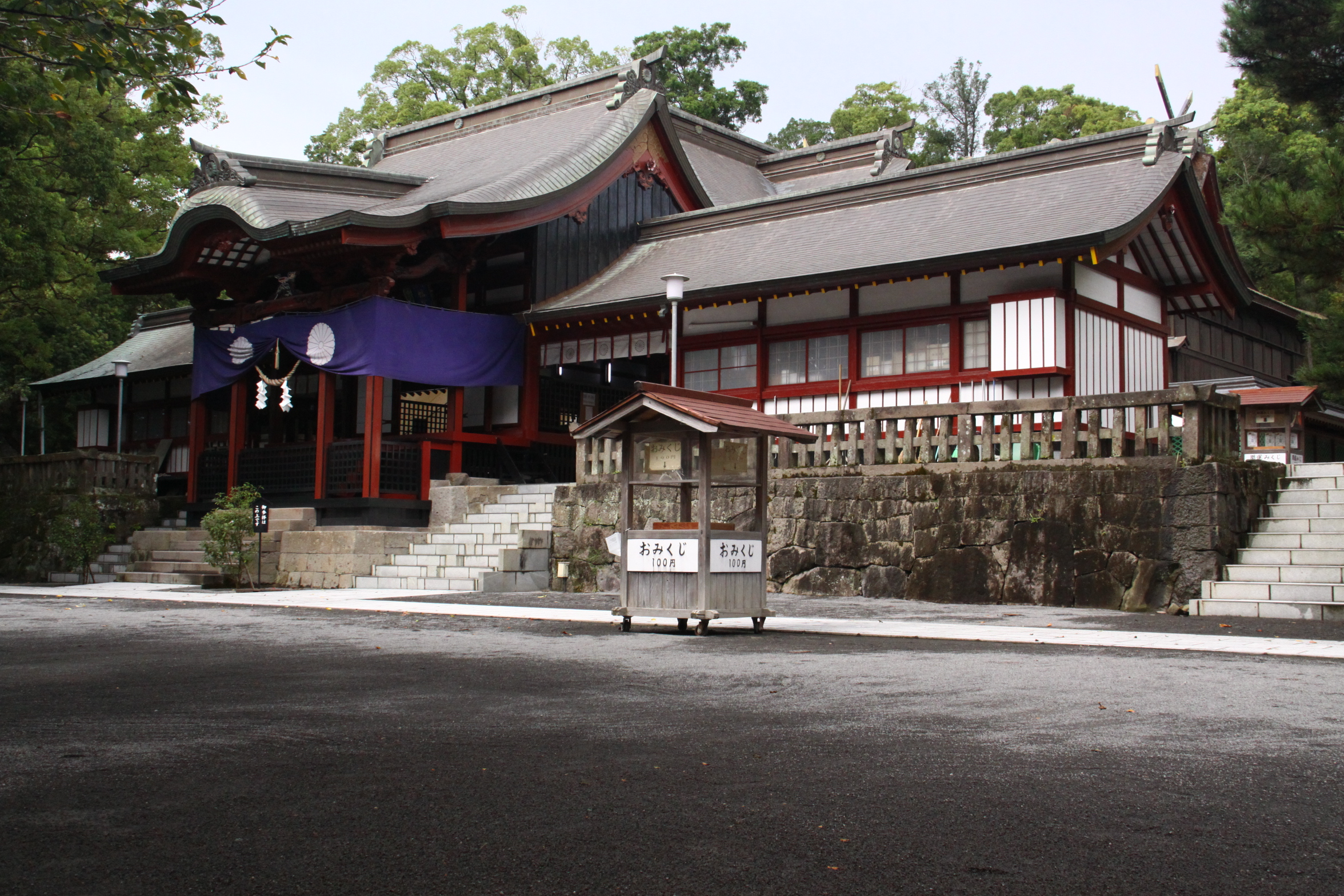
Santuario Kagoshima (Città di Kirishima, prefettura di Kagoshima)

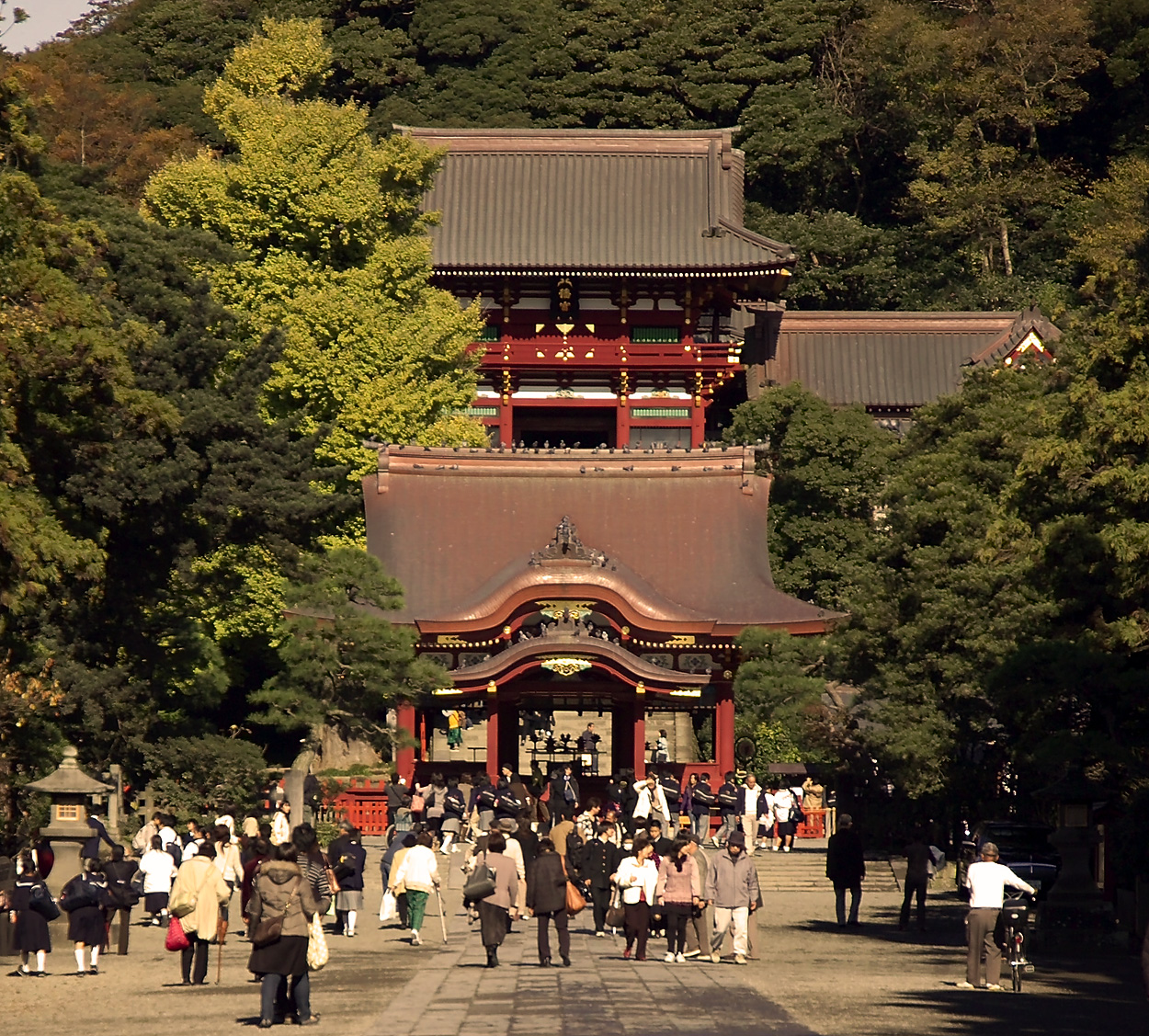
Tsurugaoka Hachimangū (città di Kamakura, prefettura di Kanagawa)

Un santuario di Hachiman (八幡神社?, Hachiman Jinja) (o 八幡宮 Hachiman-guu) è un santuario shintoista (jinja) dedicato al dio Hachiman. È il secondo tipo di santuari shintoisti più diffuso dopo i santuari dedicati ad Inari. Famosi santuari di Hachiman sono i seguenti.
- Santuario di Usa (Usa, Ōita) - Sōhonsha (centro organizzativo) di tutti i santuari dedicati ad Hachiman.
- Santuario di Tamukeyama Hachiman (nei pressi del Tōdai-ji, Nara)
- Santuario di Iwashimizu (Yawata, Kyoto)
- Santuario di Tsurugaoka Hachiman (Kamakura, Kanagawa)
- Santuario di Hakodate Hachiman (Hakodate, Hokkaido)
- Santuario di Morioka Hachiman (Morioka, Iwate)
- Santuario di Tomioka Hachiman (Kōtō, Tokyo)
- Santuario di Umi Hachiman (Umi, Fukuoka)